# Haloschizopera tenuipes
Haloschizopera tenuipes är en kräftdjursart som beskrevs av Noodt 1967. Haloschizopera tenuipes ingår i släktet Haloschizopera och familjen Diosaccidae. Inga underarter finns listade i Catalogue of Life.